# 729. grenadirski polk (Wehrmacht)
729. grenadirski polk (izvirno nemško 729. Grenadier-Regiment; kratica 729. GR) je bil pehotni polk Heera v času druge svetovne vojne.

## Zgodovina
Polk je bil ustanovljen 15. oktobra 1942 za potrebe 709. pehotne divizije.
30. junija 1944 je bil ob kapitulaciji Cherbourga polk razpuščen.